# Harry Patch
Ne doit pas être confondu avec Harry Partch.
Harry Patch, né le 17 juin 1898 dans le village de Combe Down dans le Somerset en Angleterre et mort le 25 juillet 2009  à Wells (Somerset), était un des derniers vétérans britanniques survivants de la Grande Guerre et le dernier « Tommy », terme qui désigne les soldats britanniques ayant combattu dans les tranchées.
Il fut mobilisé en 1917 et participa à la bataille de Passchendaele. Le 22 septembre 1917, il fut gravement blessé par un éclat d’obus. En 2003, participant à une émission télévisée, il décrivit son face-à-face avec un soldat allemand pendant la guerre. Refusant de désobéir aux Dix Commandements (« Tu ne tueras point »), il tira une balle dans l'épaule, puis dans la jambe du soldat allemand, et une dans sa cheville. « J’avais à peu près cinq secondes pour décider. Je l’ai mis à terre, mais je ne l’ai pas tué. »
Harry Patch servit en tant que mitrailleur, combattant à Passchendaele à seulement 19 ans. Son détachement de mitrailleurs, qui comptait cinq soldats, avait fait le serment d’éviter, si possible, de tuer un combattant ennemi, mais au contraire de viser les jambes, car malgré l’uniforme tous les combattants « restaient des hommes ».
Le 22 septembre 1917, un obus explosa au-dessus de sa tête, tuant trois de ses camarades. Blessé par un éclat, Harry Patch fut renvoyé chez lui après quatre mois dans les tranchées.
Des atrocités de 14-18, il garda un pacifisme ardent, qualifiant la guerre de « crime organisé ». Après l’armistice, il travailla comme plombier. Pendant la Seconde Guerre mondiale, il travailla comme pompier volontaire, car il se considère un peu trop vieux pour le service actif. Après cette guerre, il fonda sa propre compagnie de plomberie et continue à la diriger jusqu’à sa retraite au début des années 1960, 
En 1919, Patch se marie avec Ada Emily Billington. Elle décède d'un accident vasculaire cérébral en 1976. Ils eurent deux fils, qui les deux prédécédent Patch aussi.
En novembre 2004, à l’âge de 106 ans, Patch rencontra l'ancien combattant alsacien ayant servi dans l'armée impériale allemande Charles Kuentz - qui avait alors quant à lui 107 ans. Kuentz lui offrit une boîte de biscuits alsaciens, et Patch offrit à Kuentz une bouteille de cidre du Somerset.
En février 2008, le poète lauréat Andrew Motion écrivit un poème en son honneur.
En août 2009, le groupe de rock anglais Radiohead lui dédie une chanson : In memory of Harry Patch.
Après le décès de Henry Allingham le 18 juillet 2009, Patch a été pendant une semaine l’homme le plus âgé du Royaume-Uni et le doyen des combattants de la Grande Guerre encore en vie.
Il a été nommé, entre autres, Officier de la Légion d'honneur et Chevalier de l’Ordre de Léopold.
Harry Patch est mort à l'âge de 111 ans, 1 mois, 1 semaine et 1 jour. À ses funérailles à la cathédrale Saint-André de Wells, la cloche principale de la cathédrale a été sonnée 111 fois - une pour chaque année de sa vie.

## Source
- « Les huit derniers survivants de la guerre de 1914-1918 », La Dépêche du Midi,‎ 12 mars 2008 (lire en ligne, consulté le 28 octobre 2018)